# Nyikolaj Ivanovics Kiszeljov (labdarúgó)
Nyikolaj Ivanovics Kiszeljov (oroszul: Николай Иванович Киселёв; Kinyesma, 1946. november 29. –) orosz labdarúgóedző, korábban szovjet válogatott labdarúgó.

## Pályafutása

### A válogatottban
1969 és 1971 között 14 alkalommal szerepelt a szovjet válogatottban. Részt vett és az 1970-es világbajnokságon.

## Sikerei, díjai

### Játékosként
Szpartak Moszkva
- Szovjet bajnok (1): 1969
- Szovjet kupa (1): 1971

### Edzőként
Al-Ansar
- Libanoni bajnok (1): 1994
- Libanoni kupa (1): 1994